# Khoulo

Khoulo (en géorgien : ხულო) est une ville d'Adjarie, en Géorgie. Khoulo se situe à 923 m d'altitude et à 93 km de Batoumi. Khoulo est peuplée de 1007 (2014). Dans la ville, il y a tous de fois de petits commerces.

## Histoire
Sous la Géorgie, Khoula (ancien nom) était un lieu de commerce et chrétienne. Sous la domination Ottomane, beaucoup se convertirent à l'Islam mais quand la Russie reprit et annexa la Géorgie à son empire puis pendant la période Soviétique, l'Islam fut oublié et la population de Khoulo fut rechristianisé.